# Robert Woods (Footballspieler)
Robert Thomas Woods (* 10. April 1992 in Gardena, Kalifornien) ist ein US-amerikanischer American-Football-Spieler auf der Position des Wide Receivers. Er spielt zurzeit für die Pittsburgh Steelers in der National Football League (NFL). Woods wurde im NFL Draft 2013 von den Buffalo Bills in der 2. Runde als 41. Spieler ausgewählt. Mit den Los Angeles Rams gewann er den Super Bowl LVI.

## College
Woods spielte von 2010 bis 2012 an der University of Southern California für die USC Trojans.
Er spielte auf der Position des Wide Receivers und trug die Trikotnummer 2. Insgesamt fing Woods in den drei Jahren 252 Bälle und schaffte dabei 2.930 Yards und 32 Touchdowns. Zusätzlich wurde er gelegentlich als Return Specialist eingesetzt.

## NFL
Woods wurde im NFL Draft 2013 in der 2. Runde  (41. insgesamt) von den Buffalo Bills ausgewählt.

### Buffalo Bills

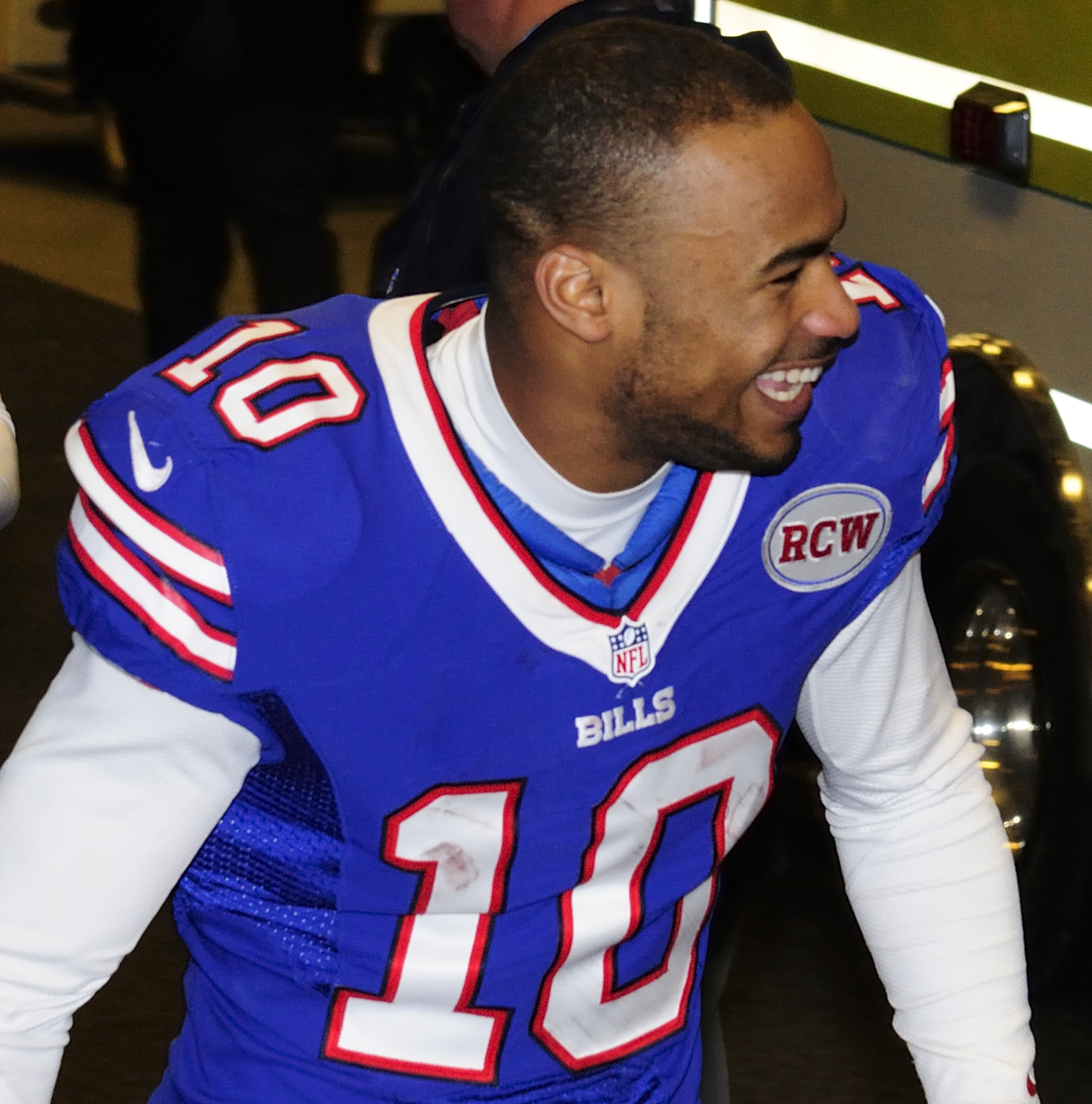
Woods im Bills-Trikot, 2014

Seinen Rookie-Vertrag unterschrieb Woods am 20. Mai 2013. Er fing gleich in seinem ersten NFL-Spiel in der 1. Spielwoche der NFL-Saison 2013 einen Touchdownpass von Rookie-Quarterback EJ Manuel.
In seinen ersten vier Jahren in der NFL mauserte sich Woods zu einem soliden Startspieler bei den Bills. Die Saison 2015 musste er dabei am 22. Dezember 2015 aufgrund einer Knöchelverletzung vorzeitig beenden.
Für die Bills fing er insgesamt 203 Bälle für 2.451 Yards und 12 Touchdowns.

### Los Angeles Rams
Woods unterschrieb am 9. März 2017 nach Ablauf seines Vertrages mit den Bills einen Fünfjahresvertrag bei den Los Angeles Rams. Der Vertrag beinhaltet ein Gehalt von 39 Mio. US-Dollar mit 15 Mio. US-Dollar Garantie. Woods kehrte damit nach Südkalifornien zurück, wo er geboren wurde und das College besuchte.
Woods etablierte sich 2017, in seiner ersten Saison bei den Rams, zum ersten Receiver im Wide-Receiver-Kader.
Im September 2020 statteten die Rams Woods mit einer Vertragsverlängerung über vier Jahre im Wert von 68 Millionen US-Dollar aus.

### Tennessee Titans
Am 23. März 2022 wurde er für einen Sechstrundenpick im NFL Draft 2023 zu den Tennessee Titans getradet. Nach einer Saison, in der er 53 Pässe für 527 Yards und zwei Touchdowns gefangen hatte, entließen die Titans Woods im Februar 2023.

### Houston Texans
Im März 2023 unterschrieb Woods einen Zweijahresvertrag im Wert von 15,25 Millionen US-Dollar bei den Houston Texans. In den zwei Jahren 2023 und 2023 für die Texans bestritt er 29 Spiele, davon 15 als Starter, hatte dabei 60 Receptions für 629 Yards und erzielte einen Touchdown. Am 1. Mai 2025 unterzeichnete er einen Einjahresvertrag bei den Pittsburgh Steelers.

## NFL-Statistiken
| 2013                                            | Buffalo Bills    | 14  | 14  | 40  | 587   | 14,7 | 57  | 3  | 2  | 16  | 8,0 | 13 | 0 | –  | –   | –    | –  | – | 1 | 9   | 9,0  | 9  | 0 | 0  | 0 |
| 2014                                            | Buffalo Bills    | 16  | 15  | 65  | 699   | 10,8 | 37  | 5  | –  | –   | –   | –  | – | 1  | 11  | 11,0 | 11 | 0 | – | –   | –    | –  | – | 1  | 1 |
| 2015                                            | Buffalo Bills    | 14  | 9   | 47  | 552   | 11,7 | 37  | 3  | 1  | 0   | 0,0 | 0  | 0 | –  | –   | –    | –  | – | – | –   | –    | –  | – | 2  | 1 |
| 2016                                            | Buffalo Bills    | 13  | 10  | 51  | 613   | 12,0 | 34  | 1  | 1  | 6   | 6,0 | 6  | 0 | –  | –   | –    | –  | – | – | –   | –    | –  | – | 0  | 0 |
| 2017                                            | Los Angeles Rams | 12  | 11  | 56  | 781   | 13,9 | 94T | 5  | 2  | 12  | 6,0 | 8  | 0 | –  | –   | –    | –  | – | – | –   | –    | –  | – | 1  | 1 |
| 2018                                            | Los Angeles Rams | 16  | 16  | 86  | 1.219 | 14,2 | 39  | 6  | 19 | 157 | 8,3 | 56 | 1 | –  | –   | –    | –  | – | 1 | 0   | 0,0  | –  | 0 | 0  | 0 |
| 2019                                            | Los Angeles Rams | 15  | 15  | 90  | 1.134 | 12,6 | 48  | 2  | 17 | 115 | 6,8 | 20 | 1 | –  | –   | –    | –  | – | – | –   | –    | –  | – | 0  | 0 |
| 2020                                            | Los Angeles Rams | 16  | 16  | 90  | 936   | 10,4 | 56  | 6  | 24 | 155 | 6,5 | 40 | 2 | –  | –   | –    | –  | – | – | –   | –    | –  | – | 2  | 1 |
| 2021                                            | Los Angeles Rams | 9   | 9   | 45  | 556   | 12,4 | 28  | 4  | 8  | 46  | 5,8 | 16 | 1 | –  | –   | –    | –  | – | – | –   | –    | –  | – | 0  | 0 |
| 2022                                            | Tennessee Titans | 17  | 15  | 53  | 527   | 9,9  | 41  | 2  | 0  | 0   | 0   | 0  | 0 | 11 | 90  | 8,2  | 21 | 0 | – | –   | –    | –  | – | 1  | 0 |
| 2023                                            | Houston Texans   | 14  | 11  | 40  | 426   | 10,7 | 26  | 1  | 1  | 7   | 7,0 | 7  | 0 | 7  | 42  | 6,0  | 12 | 0 | – | –   | –    | –  | – | 0  | 0 |
| 2024                                            | Houston Texans   | 15  | 4   | 20  | 203   | 10,2 | 32  | 0  | 0  | 0   | 0   | 0  | 0 | 15 | 144 | 9,6  | 36 | 0 | 5 | 144 | 28,8 | 31 | 0 | 3  | 1 |
| Total                                           | Total            | 171 | 145 | 683 | 8233  | 12,1 | 94  | 38 | 75 | 514 | 6,9 | 56 | 5 | 34 | 287 | 8,4  | 36 | 0 | 7 | 9   | 21,9 | 31 | 0 | 10 | 5 |
| Quellen: NFL.comund pro-football-reference.com. |                  |     |     |     |       |      |     |    |    |     |     |    |   |    |     |      |    |   |   |     |      |    |   |    |   |

## Auftritt beiThe Masked Singer
Im März 2023 präsentierte Woods in einer Episode der neunten Staffel der US-amerikanischen Version von The Masked Singer, die unter dem Motto Country Night stand, einen Hinweis zur Identität der Kandidatin Axolotl (Alexa Bliss).